# The Kingdom (Edward Elgar)
Pour les articles homonymes, voir The Kingdom.
The Kingdom (en français, Le Royaume) Op. 51, est un oratorio pour solistes, chœurs et orchestre composé par Edward Elgar et créé par Elgar à la direction avec les solistes Agnes Nicholls, Muriel Foster, John Coates (en) et William Higley lors du festival triennal de musique de Birmingham le 3 octobre 1906. Cette œuvre est une commande du festival et a comme dédicace "A. M. D. G.".

## Histoire de l’œuvre
Après avoir commandé The Dream of Gerontius et The Apostles, le festival triennal de musique de Birmingham commande un autre grand oratorio à Elgar pour la manifestation de 1906. Elgar compose alors The Kingdom qui continue la narration des vies des apôtres. Cet oratorio décrit les premiers jours de l'église, la Pentecôte, et les évènements des jours suivant.
Elgar avait comme projet depuis plusieurs années une œuvre montrant les Apôtres en hommes normaux face à des évènements extraordinaires. Ses idées dépassent alors le cadre d'une seule pièce : des morceaux de The Kingdom ont été composés avant The Apostles et Elgar voit ces deux œuvres comme les deux premières parties d'une trilogie. En effet, The Kingdom aurait été le mouvement lent mais la troisième partie n'a jamais été composée.
Les premiers essais de composition de The Kingdom datent de 1902. La composition commence en 1906 et avance rapidement.
La première, dirigée par Elgar, est un succès, et la première à Londres a lieu le novembre suivant.
La traduction allemande est de Julius Buths.

## Orchestration
The Kingdom est écrit pour un grand orchestre, de type fin romantisme. Il y a un double chœur avec un semi-chorus et quatre solistes représentant : la Vierge Marie (soprano), Marie de Magdala (contralto), Saint Jean (ténor), et Saint Pierre (basse).

## Structure
L’œuvre est en cinq parties jouées sans pause et précédées d'un prélude. Les paroles sont tirées par Elgar des Actes des apôtres auxquels s'ajoutent des passages tirées des évangiles.
1. In the Upper Room. Les disciples se rencontrent et le nouvel Apôtre, Matthias, est choisi.
2. At the Beautiful Gate. Les deux Marie se rappellent les actions de Jésus au temple.
3. Pentecost. Les disciples reçoivent l'Esprit Saint et prêchent à la multitude.
4. The Sign of Healing. Pierre et Jean guérissent le boiteux et sont emprisonnés.
5. The Upper Room. Pierre et Jean ont été relâchés. Les disciples rompent le pain et chantent Notre Père.

Comme dans d'autres oratorios d'Elgar, le prélude introduit les thèmes principaux et donne le ton de la musique. La musique est lyrique et mystique avec moins de dynamique narrative que dans The Apostles.